# Amegilla subcoerulea
Amegilla subcoerulea är en biart som först beskrevs av Amédée Louis Michel Lepeletier 1841.  Amegilla subcoerulea ingår i släktet Amegilla och familjen långtungebin. Inga underarter finns listade i Catalogue of Life.